# Radostná pod Kozákovem
Radostná pod Kozákovem là một làng thuộc huyện Semily, vùng Liberecký, Cộng hòa Séc.